# Curva característica corrente-tensão

Curvos corrente-tensão características de quatro dispositivos: um resistor de alta resistência, um resistor de resistência pequena, um diodo e uma bateria cuja resistência interna é diferente de 0. O eixo vertical é a corrente elétrica e o eixo horizontal a tensão. Os quatro plots utilizam a convenção de sinal passiva.

Curva característica corrente-tensão ou curva característica I-V é um gráfico que representa a relação entre a tensão aplicada e a corrente fluindo através de um componente, circuito ou material. Em geral, a descrição completa do comportamento do componente demanda um grupo de curvas que descrevem sua operação em diferentes regimes de operação (intervalo de tensão/corrente analisado, frequência de operação, temperatura de operação, etc).
Curvas características corrente-tensão são geralmente utilizadas como uma ferramenta para determinar e entender o comportamento de um componente ou dispositivo e que podem ser utilizadas para modelar matematicamente o comportamento do dispositivo dentro de um circuito elétrico.

## Exemplos de curvas I-V características

### Curvas Ôhmicas
Todos os dispositivos que seguem a lei de ohm apresentam curvas I-V lineares. A curva I-V resultante da análise de um dispositivo ôhmico será bem aproximada por uma reta cuja inclinação é determinada pela resistência elétrica do dispositivo. A curva I-V de um resistor ôhmico ideal de 5KΩ na figura 1 é claramente linear e bem modelada pela lei de ohm. Experimentalmente essas curvas são obtidas através de sucessivas medidas de corrente/tensão sobre o dispositivo com o uso, por exemplo, de um multímetro ou osciloscópio.

Curva I-V de um resistor ôhmico ideal de 5KΩ. A inclinação da reta indica o valor da resistência elétrica de qualquer dispositivo ôhmico.

Uma grande gama de dispositivos e materiais tem um comportamento ôhmico e apresentam curvas I-V semelhantes. Fios de cobre e alumínio comumente utilizados em interconexões metálicas na montagem de circuitos elétricos são modelados por esse tipo de comportamento. Sempre deve-se ter em mente que o comportamento elétrico de um dispositivo depende uma enorme gama de fatores e que a curva I-V representa de maneira confiável o comportamento elétrico do dispositivo apenas no intervalo de corrente/tensão analisados.

### Curvas não ôhmicas
Todos os dispositivos que não seguem a lei de ohm são chamados de não ôhmicos e as curvas I-V resultantes da análise desse tipo de dispositivos podem assumir uma grande variedade de formas .
Um bom exemplo é a curva I-V de um diodo, claramente não ôhmica pois o diodo tem uma dependência não-linear com a tensão aplicada. Seu comportamento é drasticamente diferente para  intervalos variados de tensão aplicada e por isso sua função nos circuitos dependem se ele está operando em polarização direta ou inversa. Por permitirem a passagem de corrente em apenas um sentido um dos usos mais comuns para diodos é o da retificação de sinais e faz do diodo um componente primordial em circuitos retificadores.

Gráfico mostra a curva I-V de um diodo sua polarização direta e inversa

Outro exemplo de grande importância é a curva I-V de um transistor MOSFET, componente básico da microeletrônica moderna, é um pouco mais complicada devido a natureza de operação do dispositivo envolver 4 terminais: fonte (S), dreno (D), corpo (B) e gate (G). Normalmente ela é representada como na figura abaixo, em que no eixo horizontal temos a tensão Vds (dreno-fonte) e no eixo vertical a corrente de dreno. Cada uma das curvas é referente a operação do dispositivo para diferentes valores da diferença entre a Vgs (gate-fonte) e a Vth (tensão de corte). Por apresentar um comportamento aproximadamente ôhmico na região linear com inclinações diferentes para valores diferentes de Vgs e Vth pode-se utilizar um MOSFET como uma resistência controlada por tensão.

Curva I-V de um MOSFET. Duas regiões distintas de comportamento representadas: região ôhmica e de saturação. O limiar entre as duas regiões é indicado pela parábola tracejada

## Instrumentação
Diversos equipamentos podem ser utilizados para investigarmos o comportamento elétrico de algum dispositivo e traçar sua curva característica I-V. Pode-se utilizar um multímetro para coletar os dados em diversos pontos diferentes e utilizar os dados para traçar a curva ou de maneira mais prática utilizar um osciloscópio que já possui capacidades gráficas para traçar a curva embutidas. Além disso, existem equipamentos específicos para análise de comportamento elétrico de semicondutores chamados semiconductors parameter analyzers que são preparados para fazer medidas com diversos terminais e em regimes de corrente e tensão aplicada baixíssimos com alta precisão.

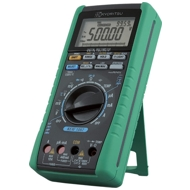
Multímetro Digital CAT IV 1000V
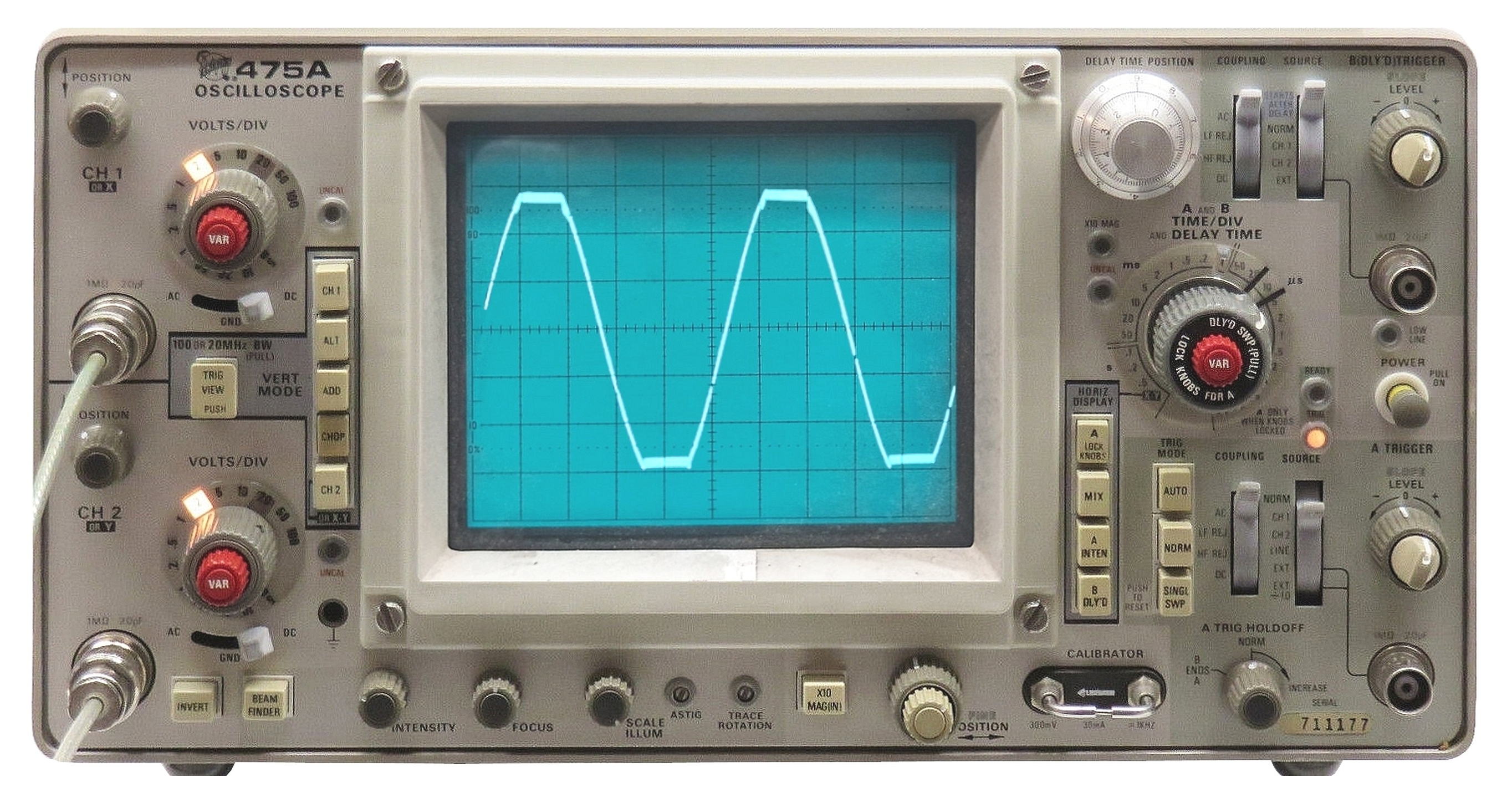
Um osciloscópio analógico portátil modelo Tektronix 475A